# Pomacentrus brachialis
Pomacentrus brachialis es una especie de peces de la familia Pomacentridae en el orden de los Perciformes.

## Morfología
Los machos pueden llegar alcanzar los 8 cm de longitud total.

## Hábitat
Es un pez de mar.

## Distribución geográfica
Se encuentra desde Indonesia hasta Fiyi, las Islas Ryukyu, Nueva Caledonia y Tonga.